# Refuge faunique national de Bosque del Apache
Le refuge faunique national de Bosque del Apache (en anglais : anglais : Bosque del Apache National Wildlife Refuge), est un refuge faunique situé au sud du Comté de Socorro au Nouveau-Mexique aux États-Unis. Il est administré par le United States Fish and Wildlife Service. Le refuge fut fondé en 1939.
On y observe principalement des gruidés, des oies dont l'Oie des neiges (Chen caerulescens). Mais aussi des anatidés, des limicoles, des rapaces et l'Ani à bec cannelé.

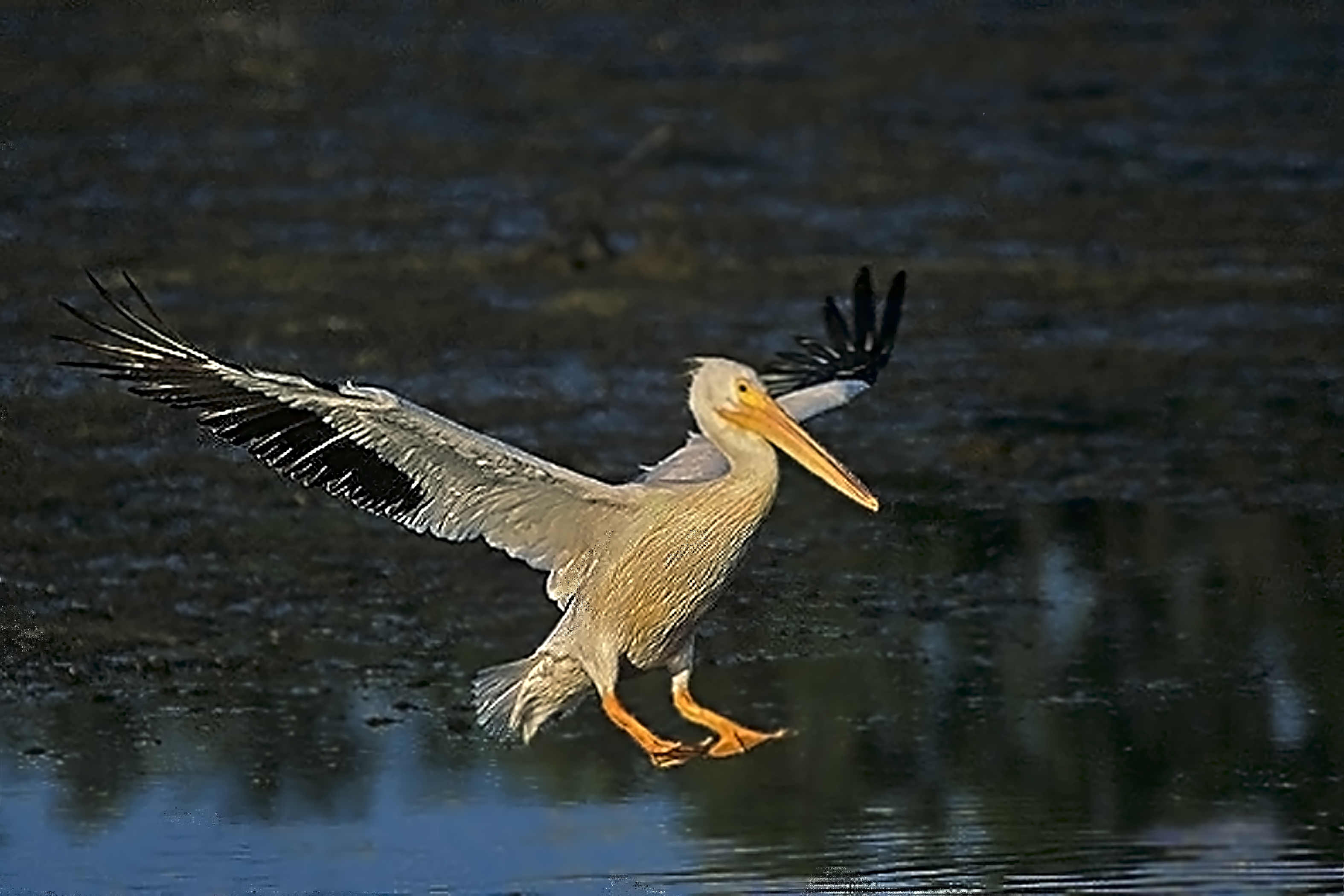
Pélican blanc
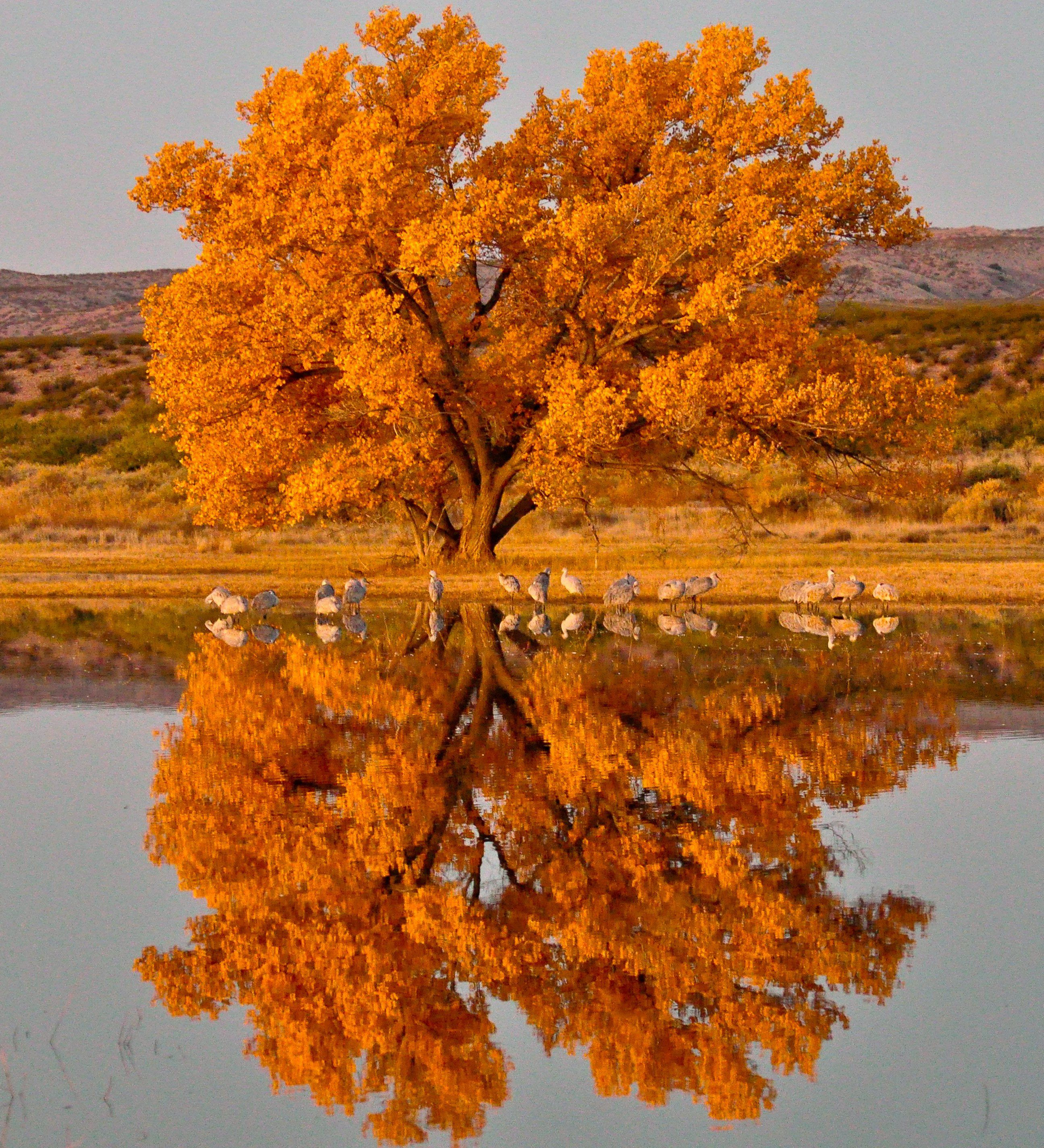
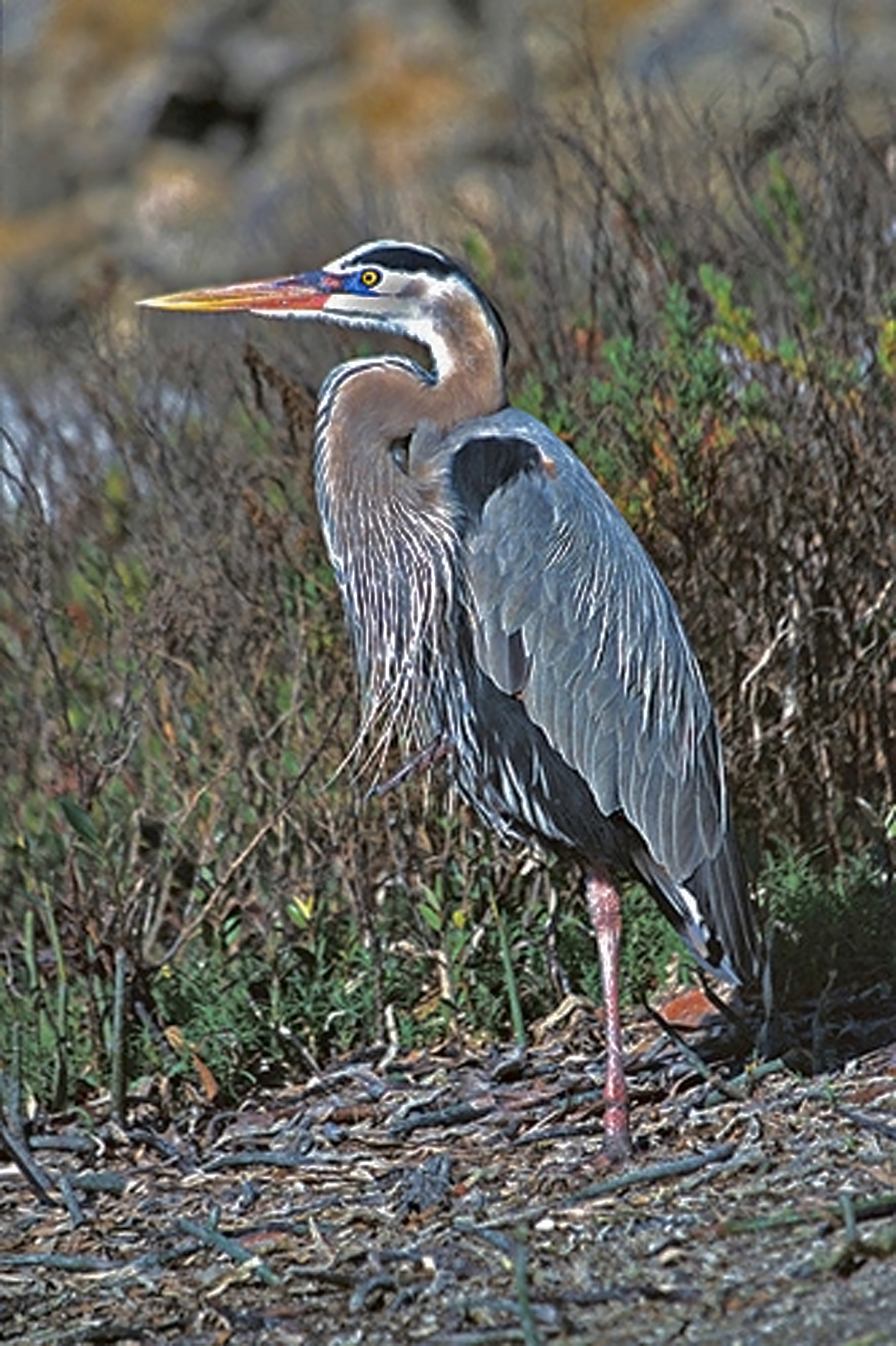
Grand héron bleu
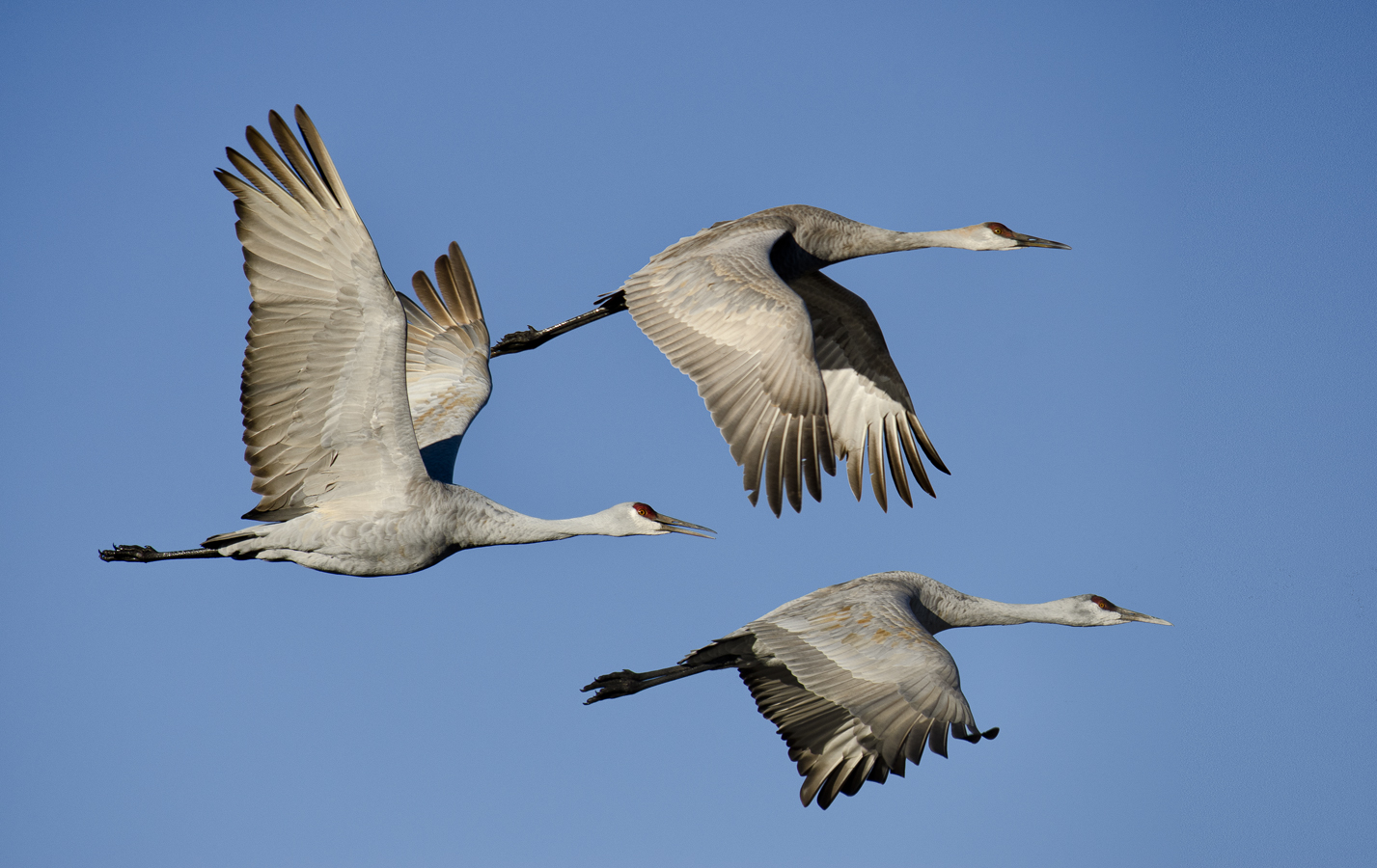
Grue du Canada
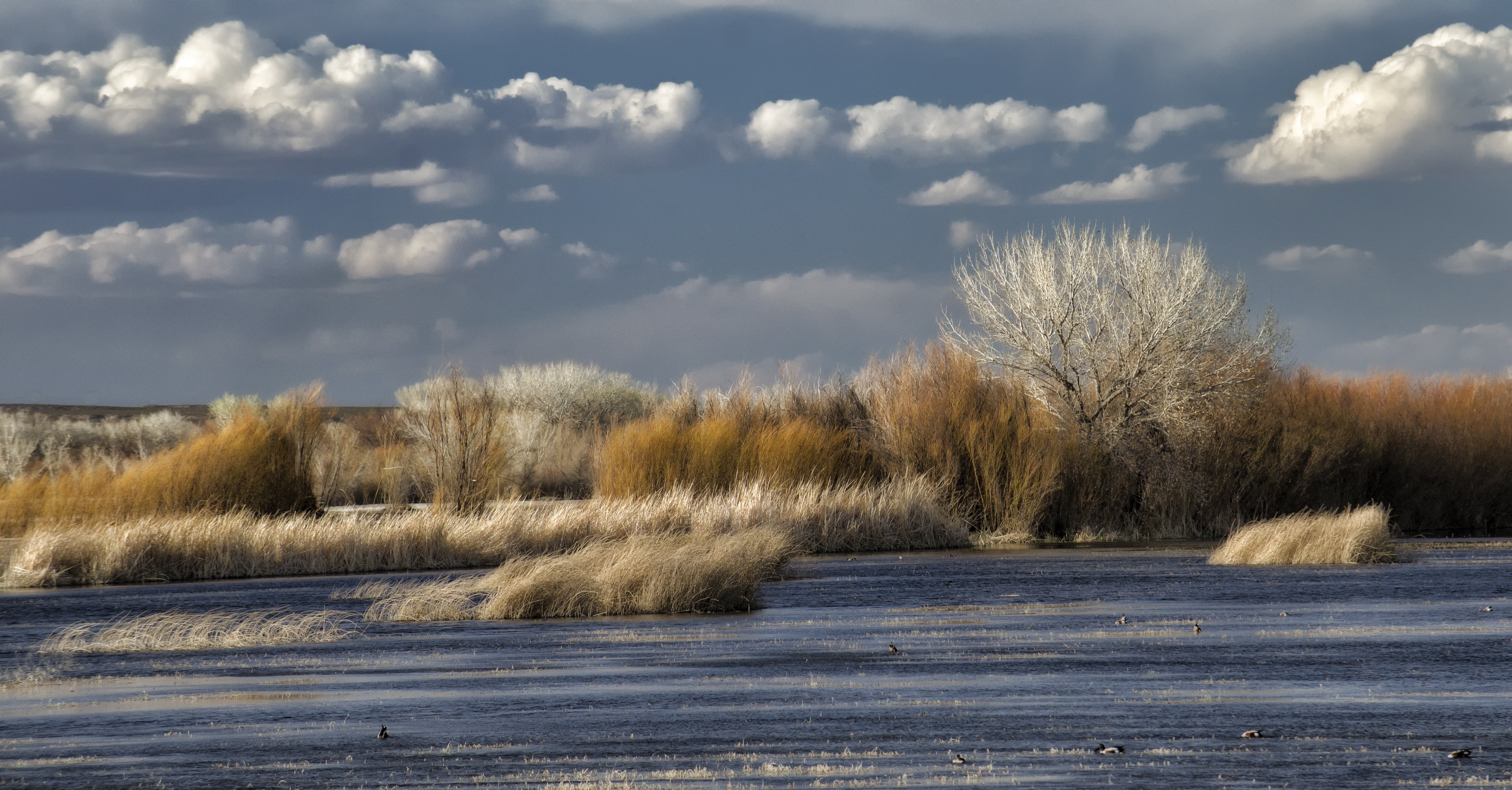
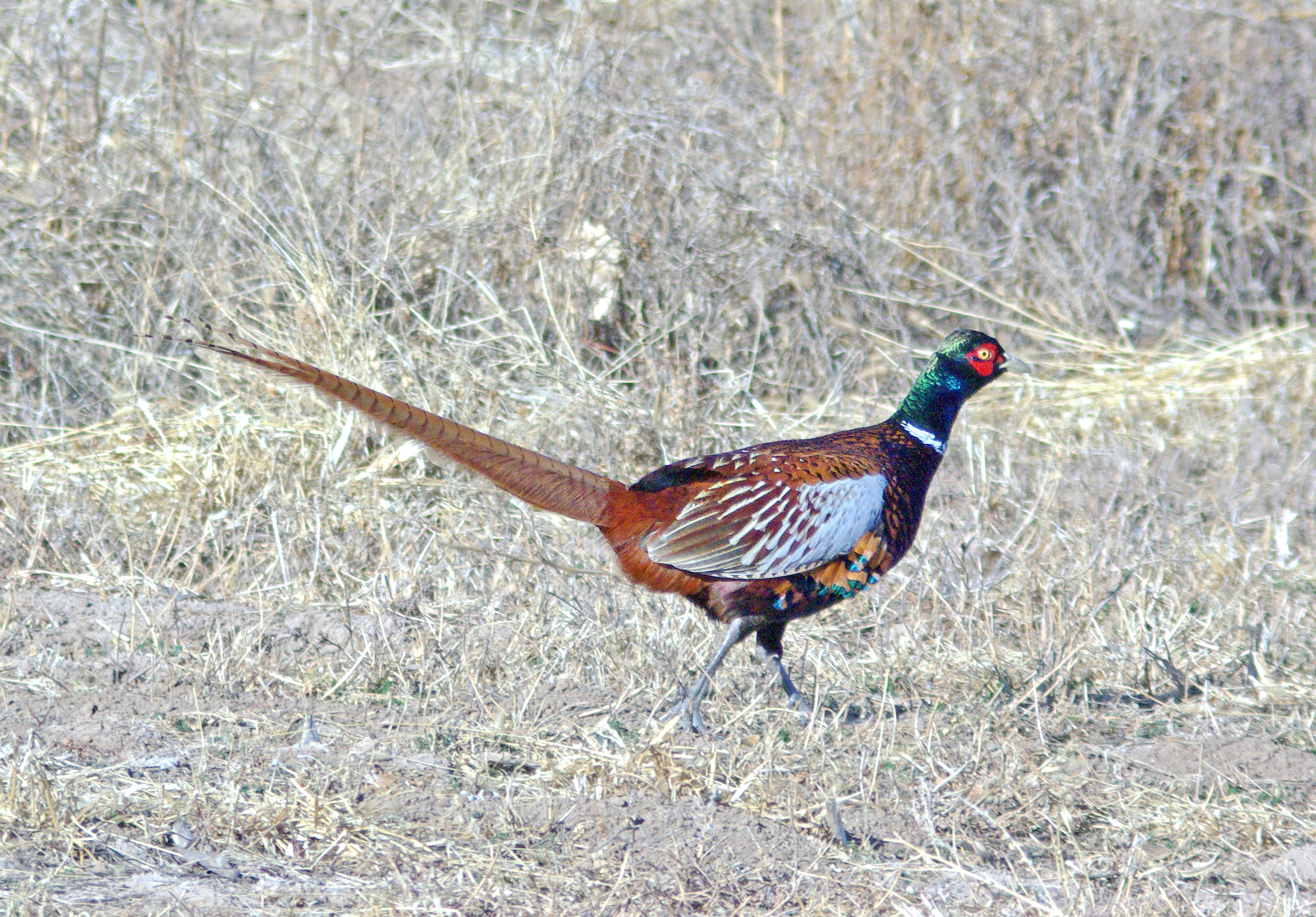
Faisan